# صوت الصمت 2013
صوت الصمت (بالفارسية: حق سکوت) فيلم إيراني عُرض عام 2013 من إخراج محمد هادي نعيجي. حاز على جائزة كريستال سيمرغ لأفضل سيناريو في مهرجان الفجر السينمائي الدولي في نسخته الثانية والثلاثين. تم إنتاجه من قبل الكاتب والمخرج الحائز على العديد من الجوائز رضا ميركاريمي.

## القصة
تدور قصة الفيلم حول ميرهاشم شاب متدين تركته زوجته بسبب دائنيه الغاضبين ومشاكل في الانجاب. يقنع أحد الدائنين مير هاشم بالخروج والبحث عن المال.

## روابط خارجية
- الموقع الرسمي لصوت الصمت